# Attagis de Gay
Attagis gayi
Espèce
Statut de conservation UICN

 LC  : Préoccupation mineure
L'Attagis de Gay (Attagis gayi) est une espèce d'oiseaux appartenant à la famille des Thinocoridae.

## Répartition
Cet oiseau vit en Équateur, dans l'Altiplano et sur le versant est des Andes australes.

## Sous-espèces
D'après la classification de référence (version 14.1, 2024) de l'Union internationale des ornithologues, l'Attagis de Gay possède 3 sous-espèces (ordre philogénique) :
- Attagis gayi latreillii Lesson, RP, 1831 ;
- Attagis gayi simonsi Chubb, C, 1918 ;
- Attagis gayi gayi Geoffroy Saint-Hilaire, I & Lesson, RP 1831.